# كاترينا هنريات دوبلذاك دوانتزاغ
كاترينا هنريات دوبلذاك دوانتزاغ مركيزة فرنل حليلة  هنري الرابع ، ملك فرنسا، ولدت في أرليان سنة 1579 للميلاد. توفيت في باريس 24 شباط سنة 1633م. وهي ابنة فرنسوا دوبلذاك دوانتزاغ من زوجته الثانية «ماري توشيت» التي كانت قبل أن تزوَّجها عشيقة شارل التاسع، ملك فرنسا.

## بعضا من صفاتها
أما «كاترينا» فكانت بديعة المعاني، غاية في الجمال والدلال والذكاء، فتنة للناس، ذكرها رجال الدولة ل «هنري الرابع» بعد موت عشيقته غبرياله دواستري، فهام بها قبل أن يراها، ولما التقيا ألقته في شرك الغرام، فلم يجد عنها بعد ذلك سلوى، وكانت برشاقتها ورقتها تزيده شغفًا بها، فأعطاها 500 ألف فرنك، وعاهدها خطًّا على أن يتزوجها إذا ولدت له ولدًا ذكرًا، فلما نمى الخبر إلى وزيره «سلي» استشاط غيظًا ومزق المعاهدة، أما «هنري» فكتبها ثانية وقدَّمها لها في تشرين الأول سنة 1599م.

## زواج الملك من ماري دومديشي
وسنة 1600م أسقطت، فتزوج الملك ب «ماري دومديشي»، وبعد تزوجه بها لقي كاترينا فأوسعته شتائمَ، ولم يتمكن من إخماد غضبها إلا بجعلها «مركيزة لفرنل»، وطلب إليها أن تتقرب إلى الملكة وتؤانسها، وألح عليها بذلك فأجابته إلى طلبه، ورضيت أن تقيم في اللوفر، وولدت هناك عدة أولاد، وكانت فيه سببًا لتنغيص عيشه وعيش الملكة، وجرى لها مع «سلي» مناقشات شديدة، فكان يذكر لها أمورًا تغيظها، وكانت تطلب إلى الملك أن يفصله، فلم يجب طلبها.

## ماري دومديشي
أما «ماري دومديشي»، فكانت تُلِحُّ على «هنري الرابع» باسترجاع معاهدة الزواج التي عقدها معها، وهي تمانع في ذلك أشد الممانعة، وتريها لكل من يرغب في الاطلاع عليها، غير أن تمنُّعها أوقع بينها وبين هنري خصامًا، فطلَبت إليه أن يسمح لها بالذهاب إلى إنكلترا مع أولادها، فسمح لها بذلك بشرط أن ترد عليه المعاهدة، ولكنها لم تسلمها إلا بعد أن قبضت 100 ألف فرنك، وعدلت عن السفر إلى إنكلترا، فبقيت في فرنسا، وواطأت جماعة على خلع الملك من جملتهم أبوها، والكونت «دواوفرن» أخوها لأمها.
فلما كشفت المؤامرة حكم عليها بالموت، وذلك في شباط سنة 1605م، غير أنه كان لم يزل لجمالها سطوة على الملك، فاسترضته عنها، فبدَّل قصاصها هذا بالسجن، وأطلق سبيلها أيضًا، ولم يلبث أن قرَّبها ثانية، فصار لها عنده من المنزل والحب والإكرام ما كان لها أولًا، ولم تزل هذه حالها إلى أن قرَّب الملك غيرها فهجَرها، فتركت البلاط الملكي وصرفت أيامها الأخيرة في فرنل وباريس. ولمَّا استنطقت ابنة «كومان» رفيقة الملكة «مرغريتا»، بعد أن قُتل هنري الرابع، اتَّهمت «كاترينا» بالاشتراك في قتله، غير أنه لما كان قد حُكم على الابنة المذكورة بالسجن مدة حياتها بطولها؛ لأنها شهدت شهادة زور في غير تلك المسألة، لم يتمكن المؤرخون من الاستناد إلى ما اتَّهمت به المركيزة.

## أبنائها
ومن جملة الأولاد الذين ولدتهم «كاترينا» «لهنري الرابع»: «غبرياله أنجليك» التي تزوجت دوق «أبرتون»، وتوفيت سنة 1627م.
«وغستون هنري دوفرنل»، ولد سنة 1601م، وسمي أسقفًا لمِتس، قيل: لبس ثوب الغسيسية غير أنه لم يتم لبسه، بل جعل دوقًا، ثم بيرام، وتزوج بنت الكانشيليا زسفير، وتوفي سنة 1682م. ومَن أراد الوقوف على تفاصيل هذه الحوادث فعليه بمطالعة الكتاب الذي ألَّفه «دولسبكور»، وترجمته: عنوان عشق هنري الرابع، وقد طبع في باريس سنة 1863م.